# Великоберезниківський район
Вели́коберезникі́вський район (рос. Большеберезниковский район, ерз. Покш Килейбуе) — муніципальний район у складі Республіки Мордовія Російської Федерації.
Адміністративний центр — село Великі Березники.

## Населення
Населення району становить 12204 особи (2019, 14072 у 2010, 15584 у 2002).

## Адміністративно-територіальний поділ
На території району 11 сільських поселень:
| Поселення                               | Площа, км² | Населення, осіб (2002) | Населення, осіб (2010) | Населення, осіб (2019) | Центр            | Населені пункти |
| --------------------------------------- | ---------- | ---------------------- | ---------------------- | ---------------------- | ---------------- | --------------- |
| Великоберезниківське сільське поселення | 152,08     | 7866                   | 7686                   | 7009                   | Великі Березники | 6               |
| Гузинське сільське поселення            | 57,10      | 539                    | 459                    | 458                    | Гузинці          | 2               |
| Косогорське сільське поселення          | 56,76      | 536                    | 395                    | 364                    | Косогори         | 2               |
| Мар'яновське сільське поселення         | 54,63      | 824                    | 750                    | 652                    | Мар'яновка       | 3               |
| Паракінське сільське поселення          | 115,50     | 1102                   | 925                    | 675                    | Паракіно         | 4               |
| Перміське сільське поселення            | 135,31     | 599                    | 429                    | 344                    | Пермісі          | 5               |
| Починківське сільське поселення         | 49,74      | 731                    | 656                    | 550                    | Починки          | 3               |
| Симкинське сільське поселення           | 62,82      | 554                    | 438                    | 344                    | Симкино          | 2               |
| Старонайманське сільське поселення      | 44,36      | 689                    | 548                    | 400                    | Старі Наймани    | 2               |
| Судосевське сільське поселення          | 110,39     | 697                    | 573                    | 538                    | Судосево         | 2               |
| Шугуровське сільське поселення          | 118,62     | 1447                   | 1213                   | 870                    | Шугурово         | 4               |

- 17 травня 2018 року було ліквідовано Чорнопромзинське сільське поселення, його територія увійшла до складу Паракінського сільського поселення[4].
- 24 квітня 2019 року було ліквідовано Русько-Найманське сільське поселення, його територія увійшла до складу Великоберезниківського сільського поселення; було ліквідовано Єлизаветинське сільське поселення, його територія увійшла до складу Починківського сільського поселення[4].
- 19 травня 2020 року було ліквідовано Тазинське сільське поселення, його територія увійшла до складу Шугуровського сільського поселення[5].

## Найбільші населені пункти
Найбільші населені пункти з чисельністю населення понад 1000 осіб:
| № | Населений пункт  | Населення, осіб (2002) | Населення, осіб (2010) |
| - | ---------------- | ---------------------- | ---------------------- |
| 1 | Великі Березники | 6 398                  | 6 393                  |

## Персоналії
У районі народились:
- Гребєнцов Дмитро Іванович (1895—1938) — ерзянський журналіст (с. Бузаєво).
- Коломасов Василь Максимович (1909—1987) — ерзянський журналіст (с. Старі Наймани).